# Bronisław Brzozowski
Bronisław Brzozowski (ur. 1 stycznia 1926 r. w Piłołówce, zm. 1 marca 2015 r. w Kłodzku) – polski inżynier, pułkownik Wojska Polskiego, wybitny filatelista i znawca poczty, honorowy obywatel Kłodzka.

## Życiorys
Urodził się w 1926 roku w Piłołówce na Wileńszczyźnie. Po zakończeniu II wojny światowej znalazł się na Dolnym Śląsku. Ukończył studia inżynierskie i był czynnym wojskowym osiągając stopień pułkownika. W 1965 roku wstąpił do Polskiego Związku Filatelistów (PZF), tworząc jego koło w środowisku wojskowym w Kłodzku i będąc jego prezesem w latach 1966–2006. Był aktywnym działaczem tego stowarzyszenia, piastując wiele ważnych funkcji organizacyjnych również na poziomie ponadregionalnym. Był m.in. wiceprezesem Zarządu Okręgu PZF w Wałbrzychu w latach 1980–2002.
Dzięki jego osobistym staraniom odbyły się takie wystawy jak: Międzynarodowa Polsko-Czechosłowackiej Wystawy Znaczków Pocztowych Kłodzko 1000 w 1981 roku oraz XVIII Okręgowa Wystawa Filatelistyczna Wałbrzych – Książ w 1999 roku. Uchodził za znakomitego badacza znaczków pocztowych i publicystę w tej tematyce. Jako wystawca odniósł liczne sukcesy medalowe, prezentując na wystawach w kraju i za granicą eksponaty: Militaria Polski w filatelistyce, Polskie drogi do niepodległości 1914–1921, II wojna światowa, Ziemia Kłodzka, a także Polska 1944–1952 – przegląd dokumentacyjny. Ponadto zasiadał w jury wystaw ogólnopolskich. Do jego najważniejszych publikacji zwartych należą:
- Stemple pocztowe Wielkopolski i Pomorza w latach 1919–1939, Warszawa 1986.
- Monografia poczty na Ziemi Kłodzkiej,  Wałbrzych 2002.

Poświęcił wiele artykułów badawczych z zakresu filatelistyki, które publikowane były na łamach "Historyczno-Badawczego Biuletynu Filatelistycznego" oraz "Filatelisty". Znaczna część jego artykułów została przetłumaczona i wydrukowana w brytyjskich i niemieckich czasopismach filatelistycznych. Był autorem haseł do "Encyklopedii Filatelistyki". Za swój dorobek publicystyczny był m.in. trzykrotnie wyróżniony Medalem "Za zasługi dla rozwoju publikacji filatelistycznych" w 1992, 1995 i 2002 roku. Należał do członków Polskiej Akademii Filatelistyki od chwili jej utworzenia w 1993 roku (od 2005 roku jako Członek Honorowy. Od 1981 roku zasiadał w Radzie Muzealnej przy Muzeum Poczty i Telekomunikacji we Wrocławiu. Ponadto zajmował się też numizmatyką i medalierstwem. Za pracę zawodową, działalność służbową, jak i społeczną został odznaczony Krzyżem Oficerskim Orderu Odrodzenia Polski oraz tytułem honorowego obywatela Kłodzka w 2005 roku.
Zmarł w 2015 roku w Kłodzku i został pochowany na Cmentarzu Komunalnym przy ul. Dusznickiej. 

## Źródła
- Popularna Encyklopedia Ziemi Kłodzkiej, pod red. J. Laski i M. Kowalcze, t. 1 (A-J), KTO, Kłodzko 2009.
- Biografia Bronisława Brzozowskiego na stronie Zarządu Głównego Polskiego Związku Filatelistów. [on-line] [dostęp: 08.12.2020]